# Zheng Qinwen
Zheng Qinwen (chiń. 郑钦文; pinyin Zhèng Qīnwén; ur. 8 października 2002 w Shiyan) – chińska tenisistka, złota medalistka igrzysk olimpijskich z Paryża (2024) w grze pojedynczej.

## Kariera tenisowa
W swojej karierze wygrała w ośmiu turniejach singlowych rangi ITF. 16 czerwca 2025 zajmowała najwyższe miejsce w rankingu singlowym WTA Tour – 4. pozycję, natomiast 26 października 2020 osiągnęła najwyższą lokatę w deblu – 724. miejsce.
W sezonie 2022 zwyciężyła w zawodach cyklu WTA 125 w Walencji, wygrywając w meczu finałowym z Wang Xiyu 6:4, 4:6, 6:3. We wrześniu w zawodach WTA 500 w Tokio osiągnęła finał, w którym przegrała z Ludmiłą Samsonową 5:7, 5:7.
W lipcu 2023 roku została mistrzynią zawodów rozgrywanych w Palermo. W finale pokonała Jasmine Paolini 6:4, 1:6, 6:1. W październiku triumfowała w rozgrywkach w Zhengzhou, pokonując w meczu mistrzowskim Barborę Krejčíkovą 2:6, 6:2, 6:4. Dwa tygodnie później przegrała w finale kończącego sezon turnieju WTA Elite Trophy w Zhuhai, ulegając w nim Beatriz Haddad Mai 6:7(11), 6:7(4).
W styczniu 2024 roku została finalistką wielkoszlemowego Australian Open. W spotkaniu finałowym przegrała z Aryną Sabalenką 3:6, 2:6. W lipcu obroniła tytuł w Palermo. Podczas igrzysk olimpijskich w Paryżu zdobyła złoty medal w grze pojedynczej. W finale turnieju pokonała Donnę Vekić 6:2, 6:3.

## Historia występów wielkoszlemowych
Legenda
     W, wygrany turniej
     F, przegrana w finale
     SF, przegrana w półfinale
     QF, przegrana w ćwierćfinale
     xR, przegrana w x rundzie
     Qx, przegrana w x rundzie kwalifikacji
     A, brak startu
     NH, turniej nie odbył się

### Występy w grze pojedynczej
| Australian Open        | A   | A   | A   | A   | 2R | 2R | F  | 2R | 0 / 4  | 9 – 4   |  |  |  |  |  |  |  |  |  |  |  |  |  |  |  |  |
| French Open            | A   | A   | A   | A   | 4R | 2R | 3R | QF | 0 / 4  | 10 – 4  |  |  |  |  |  |  |  |  |  |  |  |  |  |  |  |  |
| Wimbledon              | A   | A   | NH  | A   | 3R | 1R | 1R | 1R | 0 / 4  | 2 – 4   |  |  |  |  |  |  |  |  |  |  |  |  |  |  |  |  |
| US Open                | A   | A   | A   | A   | 3R | QF | QF | A  | 0 / 3  | 10 – 3  |  |  |  |  |  |  |  |  |  |  |  |  |  |  |  |  |
|                        |     |     |     |     |    |    |    |    |        |         |  |  |  |  |  |  |  |  |  |  |  |  |  |  |  |  |
| Ranking na koniec roku | 933 | 649 | 324 | 143 | 25 | 15 | 5  |    | 0 / 15 | 31 – 15 |  |  |  |  |  |  |  |  |  |  |  |  |  |  |  |  |

### Występy w grze podwójnej
| Australian Open        | A | A   | A   | A   | A  | A | A | A | 0 / 0 | 0 – 0 |  |  |  |  |  |  |  |  |  |  |  |  |  |  |  |  |  |
| French Open            | A | A   | A   | A   | A  | A | A | A | 0 / 0 | 0 – 0 |  |  |  |  |  |  |  |  |  |  |  |  |  |  |  |  |  |
| Wimbledon              | A | A   | NH  | A   | 1R | A | A | A | 0 / 1 | 0 – 1 |  |  |  |  |  |  |  |  |  |  |  |  |  |  |  |  |  |
| US Open                | A | A   | A   | A   | A  | A | A | A | 0 / 0 | 0 – 0 |  |  |  |  |  |  |  |  |  |  |  |  |  |  |  |  |  |
|                        |   |     |     |     |    |   |   |   |       |       |  |  |  |  |  |  |  |  |  |  |  |  |  |  |  |  |  |
| Ranking na koniec roku | – | 842 | 731 | 879 | –  | – | – |   | 0 / 1 | 0 – 1 |  |  |  |  |  |  |  |  |  |  |  |  |  |  |  |  |  |

### Występy w grze mieszanej
Zheng Qinwen nigdy nie startowała w rozgrywkach gry mieszanej podczas turniejów wielkoszlemowych.

## Finały turniejów WTA
| Legenda                   | Legenda |
| ------------------------- | ------- |
| Wielki Szlem              |         |
| Igrzyska olimpijskie      |         |
| WTA Tour Championships    |         |
| WTA Elite Trophy          |         |
| od 2021                   |         |
| WTA 1000 (obowiązkowe)    |         |
| WTA 1000 (nieobowiązkowe) |         |
| WTA 500                   |         |
| WTA 250                   |         |
| WTA 125                   |         |

### Gra pojedyncza 10 (5–5)
| Końcowy wynik | Nr | Data                 | Turniej         | Nawierzchnia  | Przeciwniczka       | Wynik finału     |
| ------------- | -- | -------------------- | --------------- | ------------- | ------------------- | ---------------- |
| Finalistka    | 1. | 25 września 2022     | Tokio           | Twarda        | Ludmiła Samsonowa   | 5:7, 5:7         |
| Zwyciężczyni  | 1. | 23 lipca 2023        | Palermo         | Ceglana       | Jasmine Paolini     | 6:4, 1:6, 6:1    |
| Zwyciężczyni  | 2. | 15 października 2023 | Zhengzhou       | Twarda        | Barbora Krejčíková  | 2:6, 6:2, 6:4    |
| Finalistka    | 2. | 29 października 2023 | Zhuhai          | Twarda        | Beatriz Haddad Maia | 6:7(11), 6:7(4)  |
| Finalistka    | 3. | 27 stycznia 2024     | Australian Open | Twarda        | Aryna Sabalenka     | 3:6, 2:6         |
| Zwyciężczyni  | 3. | 21 lipca 2024        | Palermo         | Ceglana       | Karolína Muchová    | 6:4, 4:6, 6:2    |
| Zwyciężczyni  | 4. | 3 sierpnia 2024      | Paryż           | Ceglana       | Donna Vekić         | 6:2, 6:3         |
| Finalistka    | 4. | 13 października 2024 | Wuhan           | Twarda        | Aryna Sabalenka     | 3:6, 7:5, 3:6    |
| Zwyciężczyni  | 5. | 27 października 2024 | Tokio           | Twarda        | Sofia Kenin         | 7:6(5), 6:3      |
| Finalistka    | 5. | 9 listopada 2024     | Rijad           | Twarda (hala) | Coco Gauff          | 6:3, 4:6, 6:7(2) |

## Finały turniejów WTA 125

### Gra pojedyncza 1 (1–0)
| Końcowy wynik | Nr | Data            | Turniej  | Nawierzchnia | Przeciwniczka | Wynik finału  |
| ------------- | -- | --------------- | -------- | ------------ | ------------- | ------------- |
| Zwyciężczyni  | 1. | 12 czerwca 2022 | Walencja | Ceglana      | Wang Xiyu     | 6:4, 4:6, 6:3 |

## Występy w Turnieju Mistrzyń

### W grze pojedynczej
| Rok  | Rezultat | Przeciwniczka | Wynik            |
| 2024 | Finał    | Coco Gauff    | 6:3, 4:6, 6:7(2) |

## Występy w Turnieju WTA Elite Trophy

### W grze pojedynczej
| Rok  | Rezultat | Przeciwniczka       | Wynik           |
| 2023 | Finał    | Beatriz Haddad Maia | 6:7(11), 6:7(4) |

## Finały turniejów ITF
| turnieje z pulą nagród 100 000 $ |
| turnieje z pulą nagród 80 000 $  |
| turnieje z pulą nagród 60 000 $  |
| turnieje z pulą nagród 25 000 $  |
| turnieje z pulą nagród 15 000 $  |
| turnieje z pulą nagród 10 000 $  |

### Gra pojedyncza 8 (8–0)
| Rezultat     |    | Data       | Turniej       | ($)    | Naw.          | Przeciwniczka     | Wynik            |
| Zwyciężczyni | 1. | 29/08/2020 | Cordenons     | 15 000 | Ceglana       | Mira Antonitsch   | 6:1, 6:0         |
| Zwyciężczyni | 2. | 06/09/2020 | Marbella      | 25 000 | Ceglana       | Alina Czarajewa   | 4:6, 6:4, 6:4    |
| Zwyciężczyni | 3. | 20/09/2020 | Frydek-Mistek | 25 000 | Ceglana       | Gabriela Talabă   | 3:6, 6:4, 6:0    |
| Zwyciężczyni | 4. | 19/12/2020 | Sëlva         | 25 000 | Twarda (hala) | Lea Bošković      | 6:7(0), 6:0, 6:3 |
| Zwyciężczyni | 5. | 17/01/2021 | Hamburg       | 25 000 | Twarda (hala) | Linda Fruhvirtová | 6:2, 6:3         |
| Zwyciężczyni | 6. | 20/06/2021 | Staré Splavy  | 60 000 | Ceglana       | Aleksandra Krunić | 7:6(5), 6:3      |
| Zwyciężczyni | 7. | 21/11/2021 | Funchal       | 25 000 | Twarda        | Martina Trevisan  | 6:3, 7:5         |
| Zwyciężczyni | 8. | 30/01/2022 | Orlando       | 60 000 | Twarda        | Christina McHale  | 6:0, 6:1         |

## Występy w igrzyskach olimpijskich

### Gra pojedyncza
| Runda                                                                          | Przeciwniczka                        | Wynik               |
| ------------------------------------------------------------------------------ | ------------------------------------ | ------------------- |
|                                                                                |                                      |                     |
| Letnie Igrzyska Olimpijskie w Paryżu 2024, reprezentując państwo Chiny [6/ITF] |                                      |                     |
| I runda                                                                        | Włochy: Sara Errani [Alt]            | 6:0, 6:0            |
| II runda                                                                       | Holandia: Arantxa Rus                | 6:2, 6:4            |
| III runda                                                                      | Stany Zjednoczone: Emma Navarro [11] | 6:7(7), 7:6(4), 6:1 |
| Ćwierćfinał                                                                    | Niemcy: Angelique Kerber [PR]        | 6:7(4), 6:4, 7:6(6) |
| Półfinał                                                                       | Polska: Iga Świątek [1]              | 6:2, 7:5            |
| O złoty medal                                                                  | Chorwacja: Donna Vekić [13]          | 6:2, 6:3            |

## Zwycięstwa nad zawodniczkami klasyfikowanymi w danym momencie w czołowej dziesiątce rankingu WTA
| Rok     | 2022 | 2023 | 2024 | 2025 | Łącznie |
| Wygrane | 2    | 3    | 5    | 1    | 11      |

| Lp.  | Zawodnik            | Ranking | Turniej                                 | Nawierzchnia | Runda       | Wynik            |
| ---- | ------------------- | ------- | --------------------------------------- | ------------ | ----------- | ---------------- |
| 2022 |                     |         |                                         |              |             |                  |
| 1.   | Ons Jabeur          | Nr 5    | Toronto, Kanada                         | Twarda       | 2R          | 6:1, 2:1 krecz   |
| 2.   | Paula Badosa        | Nr 4    | Pan Pacific Open, Japonia               | Twarda       | 2R          | 6:3, 6:2         |
| 2023 |                     |         |                                         |              |             |                  |
| 3.   | Darja Kasatkina     | Nr 8    | Abu Dhabi, Zjednoczone Emiraty Arabskie | Twarda       | QF          | 6:1, 6:2         |
| 4.   | Ons Jabeur          | Nr 5    | US Open, Stany Zjednoczone              | Twarda       | 4R          | 6:2, 6:4         |
| 5.   | Maria Sakari        | Nr 6    | Zhengzhou Open, Chiny                   | Twarda       | 2R          | 7:6(2), 6:3      |
| 2024 |                     |         |                                         |              |             |                  |
| 6.   | Markéta Vondroušová | Nr 7    | United Cup, Australia                   | Twarda       | RR          | 6:1, 2:6, 6:1    |
| 7.   | Iga Świątek         | Nr 1    | Igrzyska olimpijskie, Paryż             | Ceglana      | SF          | 6:2, 7:5         |
| 8.   | Jasmine Paolini     | Nr 6    | Wuhan Open, Chiny                       | Twarda       | QF          | 6:2, 3:6, 6:3    |
| 9.   | Jelena Rybakina     | Nr 5    | WTA Finals, Arabia Saudyjska            | Twarda       | RR          | 7:6(4), 3:6, 6:1 |
| 10.  | Jasmine Paolini     | Nr 4    | WTA Finals, Arabia Saudyjska            | Twarda       | RR          | 6:1, 6:1         |
| 2025 |                     |         |                                         |              |             |                  |
| 11.  | Aryna Sabalenka     | Nr 1    | Internazionali d’Italia, Rzym           | Ceglana      | Ćwierćfinał | 6:4, 6:3         |